# جون كويل
جون كويل (John Coyle) (مواليد 28 سبتمبر 1932) هو لاعب كرة قدم. يلعب مع منتخب اسكتلندا لكرة القدم. سبق له أن لعب في كأس العالم لكرة القدم مع منتخب بلاده.

## وصلات خارجية
- جون كويل على موقع قاعدة بيانات كرة القدم.إي يو (الإنجليزية)
- جون كويل على موقع Soccerbase.com (لاعب) (الإنجليزية)
- جون كويل على موقع عالم كرة القدم.نت (الإنجليزية)